# The Man in the High Castle (série de televisão)
The Man in the High Castle é uma série de televisão estadunidense de história alternativa que descreve um universo paralelo distópico em que as Potências do Eixo vencem os Aliados na Segunda Guerra Mundial. Foi criada por Frank Spotnitz e é produzida pela Amazon Studios, Scott Free Productions, Headline Pictures, Electric Shepherd Productions e Big Light Productions. A série é baseada no romance homônimo de 1962 de Philip K. Dick.
No universo paralelo, a Alemanha Nazista e o Império do Japão dividiram os Estados Unidos entre o Grande Reich Nazista no leste, com Nova York como capital regional, e os Estados Japoneses do Pacífico a oeste, com San Francisco como capital. Esses territórios são separados por uma Zona Neutra que abrange as Montanhas Rochosas. A série começa em 1962 e segue personagens cujos destinos se entrelaçam quando entram em contato com noticiários e filmes caseiros que mostram a Alemanha e o Japão perdendo a guerra. O título da série refere-se à figura misteriosa que se acredita ter criado a filmagem.
O episódio piloto estreou em janeiro de 2015 e a Amazon encomendou uma temporada de dez episódios no mês seguinte, lançada em novembro. Uma segunda temporada de dez episódios estreou em dezembro de 2016 e uma terceira temporada foi lançada em 5 de outubro de 2018. A quarta e última temporada estreou em 15 de novembro de 2019.

## Sinopse

Estados Unidos divididos em três partes: os Estados Japoneses do Pacífico no oeste, o Grande Reich Nazista no leste e a Zona Neutra no meio, conforme mostrado nos créditos iniciais.

Bandeira dos Estados Japoneses do Pacífico

Bandeira da América Nazista, parte do Grande Reich Nazista.

O cenário principal da série é um universo paralelo em que as Potências do Eixo venceram a Segunda Guerra Mundial depois que Giuseppe Zangara assassinou o presidente Franklin D. Roosevelt, o que cria uma série de desenvolvimentos que levam os alemães a lançarem uma bomba atômica em Washington, DC. O centro-oeste da América do Norte é controlado pelo Grande Reich Nazista (GNR), que se refere à colônia como "América nazista" ou "Reich americano". A América do Norte ocidental, agora parte dos "Estados Japoneses do Pacífico", é ocupada pelo feudal e tecnologicamente menos avançado Império do Japão, que assimilou seus antigos cidadãos norte-americanos na cultura japonesa. Os ministros de Comércio e Ciência do Japão trabalham na capital dos Estados do Pacífico, San Francisco.
Uma Zona Neutra, que abrange as Montanhas Rochosas, serve como zona de amortecimento devido a tensões semelhantes à Guerra Fria entre os blocos alemão e japonês, compartilhando o mundo até outra fronteira na Ásia central. Os japoneses sujeitam os não japoneses à discriminação racial e concedem-lhes menos direitos, enquanto os nazistas continuam a caçar minorias étnicas e praticar eutanásia com aqueles com deficiências ou doenças crônicas. A tecnologia superior dos alemães é destacada pelo uso de telefones com vídeo e "foguetes" tipo Concorde para viagens intercontinentais.
Vistas de várias outras Terras, algumas onde os Aliados foram vitoriosos, algumas com líderes Aliados executados, como Winston Churchill e Joseph Stalin, algumas onde a resistência norte-americana está indo bem, são vistas nos filmes coletados pelo "O Homem no Castelo Alto", um misterioso líder da resistência subterrânea, nas visitas transcendentais de um dos personagens e, eventualmente, nas lembranças dos "viajantes", que viajam entre os reinos paralelos.

## Elenco

### Principal
- Alexa Davalos, como Juliana Crain;
- Rupert Evans, como Frank Frink;
- Luke Kleintank, como Joe Blake;
- DJ Qualls, como Ed McCarthy;[5]
- Cary-Hiroyuki Tagawa, como Nobusuke Tagomi;
- Rufus Sewell, como John Smith;
- Joel de la Fuente, como Takeshi Kido;
- Brennan Brown, como Robert Childan;[6]
- Bella Heathcote, como Nicole Dörmer;[7]
- Chelah Horsdal, como Helen Smith;
- Michael Gaston, como Mark Sampson;
- Jason O'Mara, como Wyatt Price.

## Recepção
O episódio piloto foi o mais assistido da Amazon desde o início do programa de desenvolvimento da série original. A primeira temporada recebeu elogios da crítica. O Rotten Tomatoes concedeu uma taxa de aprovação de 95% com base em avaliações de 58 críticos, com uma classificação média de 7,54 de 10. O consenso crítico do site declara:
Pelo produtor executivo Ridley Scott, The Man in the High Castle é diferente de tudo na TV, com um enredo imediatamente cativante conduzido por personagens rapidamente desenvolvidos em uma distopia pós-Segunda Guerra Mundial totalmente realizada.
O Metacritic dá à primeira temporada uma pontuação de 77 de 100, com base em críticas de 30 críticos, indicando "críticas geralmente favoráveis". Meredith Woerner, da io9, escreveu: "Posso dizer honestamente que amei esse episódio piloto. É um empreendimento impressionante e simplificado de um romance bastante complicado e muito amado". Matt Fowler, do IGN, atribuiu a nota 9,2 de 10 e descreveu a série como "uma experiência soberba e assustadora, cheia de reviravoltas inesperadas e (alguma ficção científica)". Brian Moylan, do The Guardian, fez uma crítica positiva e elogiou a representação convincente, bem como o enredo complexo e emocionante. O Los Angeles Times descreveu o piloto como "provocativo" e "inteligentemente adaptado por Frank Spotnitz, do The X-Files". O Daily Telegraph disse que estava "absorvendo" e a Wired chamou a série de "exibição obrigatória". A Entertainment Weekly disse que foi "cativante" e "um triunfo na construção do mundo", aplaudindo: "The Man in the High Castle é o rei". Após a temporada, a Rolling Stone o incluiu em uma lista dos 40 melhores programas de ficção científica de todos os tempos. A Amazon anunciou posteriormente que era a série original mais transmitida do serviço e havia sido renovada para uma segunda temporada.
A segunda temporada recebeu críticas mistas. O Rotten Tomatoes concedeu a ela uma taxa de aprovação de 64%, com base em avaliações de 25 críticos, com uma classificação média de 7,0 de 10. O consenso crítico do site declara:
Embora seu enredo seja reconhecidamente pesado, The Man in the High Castle expande sua premissa fascinante em novas e poderosas direções, reforçado por visuais impressionantes, performances fortes e novas possibilidades intrigantes.
O Metacritic deu à segunda temporada uma pontuação de 62 de 100, com base em críticas de dez críticos. A terceira temporada foi recebida com críticas positivas. O Rotten Tomatoes fornece uma taxa de aprovação de 86%, com base em avaliações de 21 críticos, com uma classificação média de 7,45 de 10. O consenso crítico do site declara:
A adição astuta de elementos menores de ficção científica e um fantástico William Forsythe à narrativa já envolvente da série fazem da terceira temporada de The Man in the High Castle digna.
O Metacritic atribui à terceira temporada uma pontuação de 70 de 100, com base em críticas de cinco críticos, indicando "críticas geralmente favoráveis".